# Puebla (thành phố)
Thành phố và khu tự quản Puebla (phát âm tiếng Tây Ban Nha: [pweβla]) là thủ phủ của bang Puebla, và một trong năm thành phố thời thuộc địa quan trọng nhất ở México. Là một thành phố được quy hoạch, nó nằm về phía đông Thành phố Mexico và phía tây của cảng chính của Mexico, Veracruz, trên tuyến đường chính giữa hai thành phố này.
Thành phố được thành lập vào năm 1531 trong một khu vực gọi là Cuetlaxcoapan. Thung lũng này đã có dân cư trong thế kỷ 16 như trong thời kỳ trước khi người Tây Ban Nha đến, khu vực này chủ yếu được sử dụng cho các cuộc "Chiến tranh Hoa" giữa một số cư dân. Do lịch sử của nó và phong cách kiến trúc khác nhau từ thời Phục hưng đến Baroque Mexico, thành phố đã được đưa vào danh sách di sản thế giới trong năm 1987. Thành phố nổi tiếng với mole poblano, chiles en nogada, đồ gốm Talavera, tuy nhiên, nền kinh tế chủ yếu dựa trên ngành công nghiệp.
Là vùng đô thị lớn thứ tư ở Mexico, thành phố đóng vai trò là một trong những trung tâm chính ở đông nam Mexico. Nhiều sinh viên đến từ mọi miền đất nước. Thành phố cũng có tầm quan trọng nhờ ngành công nghiệp, một trong những nhà máy Volkswagen lớn nhất trong thế giới không nằm ở Đức, mà tọa lạc ở Cuautlancingo.. Kết quả là, rất nhiều nhà máy phụ trợ tọa lạc ở thành phố Puebla.

## Khí hậu
| Dữ liệu khí hậu của Puebla, Mexico (1951–2010)             | Dữ liệu khí hậu của Puebla, Mexico (1951–2010) | Dữ liệu khí hậu của Puebla, Mexico (1951–2010) | Dữ liệu khí hậu của Puebla, Mexico (1951–2010) | Dữ liệu khí hậu của Puebla, Mexico (1951–2010) | Dữ liệu khí hậu của Puebla, Mexico (1951–2010) | Dữ liệu khí hậu của Puebla, Mexico (1951–2010) | Dữ liệu khí hậu của Puebla, Mexico (1951–2010) | Dữ liệu khí hậu của Puebla, Mexico (1951–2010) | Dữ liệu khí hậu của Puebla, Mexico (1951–2010) | Dữ liệu khí hậu của Puebla, Mexico (1951–2010) | Dữ liệu khí hậu của Puebla, Mexico (1951–2010) | Dữ liệu khí hậu của Puebla, Mexico (1951–2010) | Dữ liệu khí hậu của Puebla, Mexico (1951–2010) |
| Tháng                                                      | 1                                              | 2                                              | 3                                              | 4                                              | 5                                              | 6                                              | 7                                              | 8                                              | 9                                              | 10                                             | 11                                             | 12                                             | Năm                                            |
| ---------------------------------------------------------- | ---------------------------------------------- | ---------------------------------------------- | ---------------------------------------------- | ---------------------------------------------- | ---------------------------------------------- | ---------------------------------------------- | ---------------------------------------------- | ---------------------------------------------- | ---------------------------------------------- | ---------------------------------------------- | ---------------------------------------------- | ---------------------------------------------- | ---------------------------------------------- |
| Cao kỉ lục °C (°F)                                         | 29.5 (85.1)                                    | 32.0 (89.6)                                    | 35.0 (95.0)                                    | 36.0 (96.8)                                    | 36.5 (97.7)                                    | 34.0 (93.2)                                    | 33.0 (91.4)                                    | 33.0 (91.4)                                    | 32.0 (89.6)                                    | 33.0 (91.4)                                    | 31.0 (87.8)                                    | 30.5 (86.9)                                    | 36.5 (97.7)                                    |
| Trung bình ngày tối đa °C (°F)                             | 23.0 (73.4)                                    | 23.9 (75.0)                                    | 25.9 (78.6)                                    | 27.5 (81.5)                                    | 28.0 (82.4)                                    | 26.4 (79.5)                                    | 25.3 (77.5)                                    | 25.3 (77.5)                                    | 24.8 (76.6)                                    | 24.8 (76.6)                                    | 24.4 (75.9)                                    | 23.6 (74.5)                                    | 25.2 (77.4)                                    |
| Trung bình ngày °C (°F)                                    | 13.9 (57.0)                                    | 15.0 (59.0)                                    | 17.1 (62.8)                                    | 19.0 (66.2)                                    | 19.8 (67.6)                                    | 19.4 (66.9)                                    | 18.4 (65.1)                                    | 18.4 (65.1)                                    | 18.2 (64.8)                                    | 17.3 (63.1)                                    | 15.8 (60.4)                                    | 14.5 (58.1)                                    | 17.2 (63.0)                                    |
| Tối thiểu trung bình ngày °C (°F)                          | 4.9 (40.8)                                     | 6.2 (43.2)                                     | 8.4 (47.1)                                     | 10.5 (50.9)                                    | 11.7 (53.1)                                    | 12.5 (54.5)                                    | 11.6 (52.9)                                    | 11.5 (52.7)                                    | 11.5 (52.7)                                    | 9.8 (49.6)                                     | 7.2 (45.0)                                     | 5.4 (41.7)                                     | 9.3 (48.7)                                     |
| Thấp kỉ lục °C (°F)                                        | −5.5 (22.1)                                    | −1.5 (29.3)                                    | −2.0 (28.4)                                    | 1.0 (33.8)                                     | 5.0 (41.0)                                     | 5.0 (41.0)                                     | 4.0 (39.2)                                     | 4.5 (40.1)                                     | 0.0 (32.0)                                     | 2.0 (35.6)                                     | −4.5 (23.9)                                    | −6.0 (21.2)                                    | −6.0 (21.2)                                    |
| Lượng Giáng thủy trung bình mm (inches)                    | 12.0 (0.47)                                    | 8.5 (0.33)                                     | 9.4 (0.37)                                     | 28.8 (1.13)                                    | 83.5 (3.29)                                    | 193.5 (7.62)                                   | 161.6 (6.36)                                   | 172.4 (6.79)                                   | 197.1 (7.76)                                   | 79.1 (3.11)                                    | 18.0 (0.71)                                    | 5.2 (0.20)                                     | 969.1 (38.15)                                  |
| Số ngày giáng thủy trung bình (≥ 0.1 mm)                   | 1.6                                            | 1.7                                            | 2.4                                            | 6.2                                            | 12.7                                           | 18.2                                           | 17.9                                           | 18.2                                           | 18.7                                           | 10.0                                           | 3.1                                            | 1.2                                            | 111.9                                          |
| Độ ẩm tương đối trung bình (%)                             | 53                                             | 53                                             | 47                                             | 52                                             | 55                                             | 63                                             | 67                                             | 68                                             | 65                                             | 62                                             | 52                                             | 60                                             | 58                                             |
| Số giờ nắng trung bình tháng                               | 268                                            | 262                                            | 286                                            | 269                                            | 257                                            | 202                                            | 212                                            | 217                                            | 184                                            | 241                                            | 256                                            | 256                                            | 2.910                                          |
| Nguồn 1: Servicio Meteorológico National (độ ẩm 1981–2000) |                                                |                                                |                                                |                                                |                                                |                                                |                                                |                                                |                                                |                                                |                                                |                                                |                                                |
| Nguồn 2: Deutscher Wetterdienst (nắng, 1961–1990)          |                                                |                                                |                                                |                                                |                                                |                                                |                                                |                                                |                                                |                                                |                                                |                                                |                                                |